# لا وینا (کالیفرنیا)
لا وینا (به انگلیسی: La Vina) یک منطقهٔ مسکونی در ایالات متحده آمریکا است که در شهرستان مادرا، کالیفرنیا واقع شده‌است. لا وینا ۰٫۲۶۱ کیلومتر مربع مساحت و ۲۷۹ نفر جمعیت دارد و ۷۰ متر بالاتر از سطح دریا واقع شده‌است.